# Алекс Дайър
Алекс Дайър (на английски: Alexander Constantine Dyer) е бивш английски футболист, защитник, футболен треньор.

## Кариера
Юноша на Уотфорд Англия като остава в школата им до 1983. Играе като централен защитник, но се справя и като дефанзивен халф. През 1983 преминава в Блекпул Англия като записва 108 мача с 19 гола и остава в тима до 1987. През 1987 подписва с Хъл Сити Англия и изиграва 60 мача с 14 отбелязани гола. На 9 ноември 1988 става футболист на Кристъл Палас Англия. Дебютира за тима на 12 ноември 1988 при загубата с 2:0 от Борнемут Англия и изиграва общо 17 мача с 2 гола за тима. През 1990 става състезател на Чарлтън Атлетик Англия като записва 78 мача с 13 гола за отбора. В периода от 1993 до 1995 играе за Оксфорд Юнайтед Англия със 76 изиграни мача и 6 отбелязани гола. За кратко през 1995 е футболист на Линкълн Сити Англия с 1 изигран мач, за да премине още същата година в Барнет Англия, където записва 35 мача с 2 гола. От 1996 до 1997 е в редиците на Мая Португалия, а от 1997 до 1998 се състезава за Хъдърсфийлд Таун Англия като играе 12 мача с 1 гол. От 1998 до 2000 е играч на Нотс Каунти Англия с 80 изиграни мача и 6 гола. В периода 2000 до 2001 е футболист на Кингстониан Англия, а през 2001 играе и за Хейес Англия, след което прекратява кариерата си.
След като работи като учител по физическо възпитание в Южен Лондон в продължение на 8 месеца е назначен за помощник на спортния научен специалист в Уест Хем Юнайтед Англия през април 2004. През юли 2007 става кондиционен треньор в Уест Хем, а през септември 2008 става старши треньор на резервния отбор на Уест Хем Юнайтед. От януари 2011 до 27 май 2014 е помощник треньор на Крис Пауъл в Чарлтън Атлетик. От 3 септември 2014 до 4 ноември 2015 е помощник треньор на Крис Пауъл в Хъдърсфийлд Таун Англия.
От 7 април до 12 май 2017 е старши треньор на Уелинг Юнайтед Англия. В началото на октомври 2017 става старши треньор на Уайтхоук Англия, но напуска тима на 16 октомври 2017, за да стане помощник треньор на Стив Кларк в Килмарнък Шотландия. През юни 2019 става помощник треньор на Стив Кларк в националния състав на Шотландия, но остава и помощник треньор на Анджело Алесио в Килмарнък Шотландия. През декември 2019 става временен старши треньор на Килмарнък, като след три мача е назначен за постоянно на поста, за да напусне на 30 януари 2021.
От юни 2021 до 19 януари 2022 е помощник треньор на Хайден Мълинс в Колчестър Юнайтед.
На 28 април 2022 г. се присъединява в екипа на Алън Пардю в ЦСКА като помощник треньор.